# Idaea rubrisuffusa
Idaea rubrisuffusa là một loài bướm đêm trong họ Geometridae.